# ماگومد آدیف
ماگومد آدیف (انگلیسی: Magomed Adiyev؛ زادهٔ ۳۰ ژوئن ۱۹۷۷) بازیکن سابق  و مربی فوتبال اهل روسیه است.
وی  در تیم ملی فوتبال زیر ۲۱ سال روسیه بازی کرده است.